# Sovrani di Sassonia

Stemma della Sassonia

Stemma della Bassa Sassonia

Questo elenco comprende:
- i duchi dell'Antica Sassonia (449-804)
- i duchi del Ducato di Sassonia (804-1356);
- i principi elettori del Principato Elettorale di Sassonia (1356-1806);
- i re del Regno di Sassonia (1806-1918).

## Duchi dei Sassoni
- Hadugato: c. 531
- Bertoaldo: c. 622
- Teodorico: c. 743 – 744
- Vitichindo: c. 777 – 785
- Albione: c. 785 – 811

## Re franchi di Sassonia

### Carolingi
- 797-814 Carlo Magno
- 814-840 Ludovico I il Pio, come imperatore
- 840-843 Lotario I, come imperatore
- 843-876 Ludovico II il Germanico, come re
- 876-882 Ludovico III il Giovane, come re
- 882-887 Carlo il Grosso, come re
- 887-899 Arnolfo di Carinzia, come re
- 899-911 Ludovico IV il Fanciullo, come re

## Duchi di Sassonia
L'originale Ducato di Sassonia comprendeva i territori delle popolazioni sassoni del nord-ovest dell'attuale Germania, nell'attuale stato della Bassa Sassonia e della Vestfalia, non corrispondenti al moderno stato della Sassonia.

### Non dinastici
- Ecberto c. 804 – 811

- Banzleibs: c. 830 – 840

### Dinastia Ottoniana o Liudolfingia
- Liudolfo: 852 – 866
- Bruno: 866 – 880
- Ottone l'Illustre: 880 – 912
- Enrico l'Uccellatore: 912 – 936, re di Germania dal 919 al 936
- Ottone il Grande: 936 – 961, re di Germania dal 936 al 973 e imperatore dal 962 al 973

### Dinastia dei Billunghi
- Ermanno: 961 – 973
- Bernardo I: 973 – 1011
- Bernardo II: 1011 – 1059
- Ordulfo: 1059 – 1072
- Magnus: 1072 – 1106

### Dinastia di Supplinburgo
- Lotario: 1106 – 1137 (breve interruzione nel 1122), re di Germania dal 1125 al 1137 e imperatore dal 1133 al 1137

### Dinastia degli Ascanidi
- Ottone di Ballenstedt (1122)

### Dinastia dei Guelfi
- Enrico II il Valoroso: 1137 – 1139, anche duca di Baviera

### Dinastia degli Ascanidi
- Alberto l'Orso: 1139 – 1142, anche margravio di Brandeburgo

### Dinastia dei Guelfi
- Enrico III il Leone: 1142 – 1180, anche duca di Baviera

### Dinastia degli Ascanidi
Con la definitiva caduta dei Guelfi nel 1180, il Ducato di Sassonia venne ridimensionato: la Vestfalia passò all'Arcivescovo di Colonia, mentre i ducati di Brunswick e Lüneburg rimasero ai Guelfi. Poiché i duchi della dinastia degli Ascanidi avevano la loro base ad est, presso il fiume Elba, il risultato fu uno spostamento del toponimo Sassonia verso est.
- Bernardo III: 1180 – 1212
- Alberto I: 1212 – 1260
- Giovanni I e Alberto II: 1260 – 1282
- Alberto II, Giovanni II, Eric I e Alberto III: 1282 – 1296

## Partizione della Sassonia sotto gli Ascanidi
Alla morte di Alberto I, i suoi figli Giovanni I e Alberto II governarono assieme. Tempo dopo, nel 1296, Alberto II e i suoi nipoti, figli di Giovanni, divisero i loro territori, creando i ducati di Sassonia-Lauenburg e Sassonia-Wittenberg.
Dal momento che il prestigio del Duca di Sassonia era tale da dargli il diritto di partecipare all'elezione del re dei Romani, si crearono notevoli conflitti tra le linee di Lauenburg e Wittenberg, tanto che nel 1314 si trovarono schierate su fronti opposti durante una contestata elezione regia. Nel 1356, dopo la promulgazione della Bolla d'Oro, i Wittenberg riuscirono ad avere la meglio e ottennero il titolo di principi elettori. Per distinguerli dagli altri rami, vengono comunemente indicati col nome di Elettori di Sassonia.

### Duchi di Sassonia-Lauenburg
- Giovanni II: 1285 – 1321
- Alberto III: 1285 – 1308
- Eric I: 1285 – 1361

Nel 1303 i fratelli divisero l'eredità tra di loro, creando le linee di Bergedorf-Mölln e di Ratzeburg-Lauenburg.
Linea di Bergedorf-Mölln
- Giovanni II: 1285 – 1322
- Alberto IV: 1322 – 1343
- Giovanni III: 1343 – 1356
- Alberto V: 1356 – 1370
- Eric III: 1370 – 1401

Linea di Ratzeburg-Lauenburg
- Alberto III: 1285 – 1308, governo associato
- Eric I: 1305 – 1338, governo associato sino al 1308
- Eric II: 1338 – 1368
- Eric IV: 1368 – 1412, ereditò i possessi della linea Bergedorf-Mölln, estinta

La dinastia ascanide continuò a governare il ducato di Sassonia-Lauenburg sino al 1689, ma perse l'elettorato nel 1422 in favore dei Wettin.

### Duchi di Sassonia-Wittenberg
- Alberto II: 1296 – 1298
- Rodolfo I: 1298 – 1356

## Elettori e duchi di Sassonia
La Bolla d'Oro del 1356 confermava la dignità elettorale al Duca di Sassonia del ramo dei Wittenberg, che otteneva così il titolo di Principe Elettore e Arci-maresciallo del Sacro Romano Impero.

### Dinastia degli Ascanidi
| Ritratto | Nome (nascita–morte)    | Regno           | Regno            | Matrimoni                                                              | Note                                             |
| Ritratto | Nome (nascita–morte)    | Inizio          | Fine             | Matrimoni                                                              | Note                                             |
| -------- | ----------------------- | --------------- | ---------------- | ---------------------------------------------------------------------- | ------------------------------------------------ |
|          | Rodolfo I (1284–1356)   | 10 gennaio 1356 | 12 marzo 1356    | (1) Jutta di Brandeburgo (2) Cunegonda di Polonia (3) Agnese di Lindow |                                                  |
|          | Rodolfo II (1307–1370)  | 12 marzo 1356   | 6 dicembre 1370  | (1) Elisabetta d'Assia (2) Elisabetta di Lindow                        | Figlio di Rodolfo I                              |
|          | Venceslao (1337–1388)   | 6 dicembre 1370 | 11 maggio 1388   | Cecilia da Carrara                                                     | Figlio di Rodolfo I e fratellastro di Rodolfo II |
|          | Rodolfo III (1378–1419) | 11 maggio 1388  | 11 giugno 1419   | (1) Anna di Meißen (2) Barbara di Legnica                              | Figlio di Venceslao                              |
|          | Alberto III (1380–1422) | 11 giugno 1419  | 12 novembre 1422 | Eufemia di Oels                                                        | Figlio di Venceslao e fratello di Rodolfo III    |

### Dinastia Wettin
La linea Wittenberg della dinastia ascanide si estinse con la morte di Alberto III nel 1422 e l'imperatore Sigismondo di Lussemburgo conferì l'elettorato di Sassonia al margravio Federico IV di Meißen, suo leale sostenitore ed esponente della Casa di Wettin, nonostante le proteste del duca Eric V di Sassonia-Lauenburg, che rivendicava per sé la successione.
| Ritratto | Nome (nascita–morte)    | Regno          | Regno            | Matrimoni                                         | Note                                                         |
| Ritratto | Nome (nascita–morte)    | Inizio         | Fine             | Matrimoni                                         | Note                                                         |
| -------- | ----------------------- | -------------- | ---------------- | ------------------------------------------------- | ------------------------------------------------------------ |
|          | Federico I (1370–1428)  | 6 gennaio 1423 | 4 gennaio 1428   | Caterina di Brunswick-Lüneburg 4 figli e 3 figlie | Margravio di Meißen dal 1407                                 |
|          | Federico II (1412–1464) | 4 gennaio 1428 | 7 settembre 1464 | Margherita d'Austria 4 figli e 4 figlie           | Figlio di Federico I; Langravio di Turingia dal 1440 al 1445 |

## Partizione della Sassonia sotto i Wettin
I fratelli Ernesto e Alberto, figli di Federico II, governarono congiuntamente fino al Trattato di Lipsia dell'11 novembre 1485, quando si spartirono i loro possedimenti. Ernesto tenne per sé Wittenberg e gran parte del Langraviato di Turingia, insieme alla dignità di Principe Elettore, mentre Alberto ottenne Dresda e il Margraviato di Meißen.

### Elettori del ramo ernestino
| Elettori e duchi di Sassonia    |                               |                  |                          |                                                                                               | |
| Dinastia Wettin, ramo ernestino |                               |                  |                          |                                                                                               | |
| Ritratto                        | Nome (nascita–morte)          | Regno            | Regno                    | Matrimoni                                                                                     | Note |
| Ritratto                        | Nome (nascita–morte)          | Inizio           | Fine                     | Matrimoni                                                                                     | Note |
|                                 | Ernesto (1441–1486)           | 7 settembre 1464 | 26 agosto 1486           | Elisabetta di Baviera 5 figli e 2 figlie                                                      | Figlio di Federico II; Langravio di Turingia dal 1482; governa col fratello minore Alberto sino al 1485                      |
|                                 | Federico III (1463–1525)      | 26 agosto 1486   | 5 maggio 1525            | -                                                                                             | Figlio di Ernesto |
|                                 | Giovanni (1468–1532)          | 5 maggio 1525    | 16 agosto 1532           | (1) Sofia di Meclemburgo-Schwerin 1 figlio (2) Margherita di Anhalt-Zerbst 2 figli e 2 figlie | Figlio di Ernesto e fratello di Federico III; si converte al luteranesimo                                                    |
|                                 | Giovanni Federico (1503–1554) | 16 agosto 1532   | 24 aprile 1547 (deposto) | Sibilla di Kleve 4 figli                                                                      | Figlio di Giovanni e Sofia; viene privato dell'Elettorato dall'imperatore Carlo V per il suo ruolo nella Guerra di Smalcalda |

### Duchi del ramo albertino
| Duchi di Sassonia               |                      |                   |                                                        |                                                     |                                                                           |
| Dinastia Wettin, ramo albertino |                      |                   |                                                        |                                                     |                                                                           |
| Ritratto                        | Nome (nascita–morte) | Regno             | Regno                                                  | Matrimoni                                           | Note                                                                      |
| Ritratto                        | Nome (nascita–morte) | Inizio            | Fine                                                   | Matrimoni                                           | Note                                                                      |
|                                 | Alberto (1443–1500)  | 7 settembre 1464  | 12 settembre 1500                                      | Sidonia di Boemia 3 figli e 1 figlia                | Figlio di Federico II; governa col fratello maggiore Ernesto sino al 1485 |
|                                 | Giorgio (1471–1539)  | 12 settembre 1500 | 17 aprile 1539                                         | Barbara Jagellona 5 figli e 5 figlie                | Figlio di Alberto; oppositore del luteranesimo                            |
|                                 | Enrico (1473–1541)   | 17 aprile 1539    | 18 agosto 1541                                         | Caterina di Meclemburgo-Schwerin 3 figli e 3 figlie | Figlio di Alberto e fratello di Giorgio; si converte al luteranesimo      |
|                                 | Maurizio (1521–1553) | 18 agosto 1541    | 24 aprile 1547 (assume il titolo di Principe Elettore) | Agnese d'Assia 1 figlio e 1 figlia                  | Figlio di Enrico                                                          |

### Duchi del ramo ernestino
Dopo essere stati rovesciati dagli Albertini, gli Ernestini continuarono a governare il sud della Turingia col titolo di "Duchi di Sassonia", ma le loro terre vennero di fatto divise in molti, piccoli stati, detti appunto "Ducati ernestini". Di questi, Sassonia-Weimar-Eisenach, Sassonia-Coburgo-Gotha, Sassonia-Meiningen e Sassonia-Altenburg sopravvissero sino al 1918.

## Elettori e duchi di Sassonia
Nel 1547 l'imperatore Carlo V sconfisse i protestanti della lega di Smalcalda nella Battaglia di Mühlberg. L'elettore Giovanni Federico di Sassonia, uno dei capi protestanti, venne arrestato per tradimento e privato della dignità elettorale, che l'imperatore trasferì al suo alleato Maurizio di Sassonia.

### Dinastia Wettin, ramo albertino
| Ritratto | Nome (nascita–morte)             | Regno             | Regno                                     | Matrimoni | Note |
| Ritratto | Nome (nascita–morte)             | Inizio            | Fine                                      | Matrimoni | Note |
| -------- | -------------------------------- | ----------------- | ----------------------------------------- | --- | --- |
|          | Maurizio (1521–1553)             | 24 aprile 1547    | 9 luglio 1553                             | Agnese d'Assia 1 figlio e 1 figlia                                                                                 | |
|          | Augusto (1526–1586)              | 9 luglio 1553     | 11 febbraio 1586                          | (1) Anna di Danimarca 9 figli e 6 figlie (2) Agnese Edvige di Anhalt nessun figlio                                 | Figlio di Enrico e fratello di Maurizio |
|          | Cristiano I (1560–1591)          | 11 febbraio 1586  | 25 settembre 1591                         | Sofia di Brandeburgo 3 figli e 4 figlie                                                                            | Figlio di Augusto |
|          | Cristiano II (1583–1611)         | 25 settembre 1591 | 23 giugno 1611                            | Edvige di Danimarca nessun figlio                                                                                  | Figlio di Cristiano I |
|          | Giovanni Giorgio I (1585–1656)   | 23 giugno 1611    | 8 ottobre 1656                            | (1) Sibilla Elisabetta di Württemberg 1 figlio nato morto (2) Maddalena Sibilla di Hohenzollern 7 figli e 3 figlie | Figlio di Cristiano I e fratello di Cristiano II |
|          | Giovanni Giorgio II (1613–1680)  | 8 ottobre 1656    | 22 agosto 1680                            | Maddalena Sibilla di Brandeburgo-Bayreuth 1 figlio e 2 figlie                                                      | Figlio di Giovanni Giorgio I |
|          | Giovanni Giorgio III (1647–1691) | 22 agosto 1680    | 12 settembre 1691                         | Anna Sofia di Danimarca 2 figli                                                                                    | Figlio di Giovanni Giorgio II |
|          | Giovanni Giorgio IV (1668–1694)  | 12 settembre 1691 | 27 aprile 1694                            | Eleonora Erdmuthe di Sassonia-Eisenach nessun figlio                                                               | Figlio di Giovanni Giorgio III |
|          | Federico Augusto I (1670–1733)   | 27 aprile 1694    | 1º febbraio 1733                          | Cristiana Eberardina di Brandeburgo-Bayreuth 1 figlio                                                              | Figlio di Giovanni Giorgio III e fratello di Giovanni Giorgio IV; si converte al Cattolicesimo nel 1697; Re di Polonia e Granduca di Lituania come Augusto II dal 1697 al 1706 e di nuovo dal 1709 al 1733 |
|          | Federico Augusto II (1696–1763)  | 1º febbraio 1733  | 5 ottobre 1763                            | Maria Giuseppa d'Austria 7 figli e 8 figlie                                                                        | Figlio di Federico Augusto I; si converte al Cattolicesimo nel 1712; Re di Polonia e Granduca di Lituania come Augusto III dal 1734 al 1763                                                                |
|          | Federico Cristiano (1722–1763)   | 5 ottobre 1763    | 17 dicembre 1763                          | Maria Antonia di Baviera 5 figli e 2 figlie                                                                        | Figlio di Federico Augusto II |
|          | Federico Augusto III (1750–1827) | 17 dicembre 1763  | 20 dicembre 1806 (assume il titolo di Re) | Amalia di Zweibrücken-Birkenfeld 1 figlia                                                                          | Figlio di Federico Cristiano |

## Re di Sassonia
Il Sacro Romano Impero si sciolse il 6 agosto 1806 per volere di Napoleone Bonaparte e l'Elettorato di Sassonia fu elevato al rango di Regno.

### Dinastia Wettin, ramo albertino
| Ritratto | Nome (nascita–morte)             | Regno            | Regno                      | Matrimoni                                                                                 | Note |
| Ritratto | Nome (nascita–morte)             | Inizio           | Fine                       | Matrimoni                                                                                 | Note |
| -------- | -------------------------------- | ---------------- | -------------------------- | ----------------------------------------------------------------------------------------- | --- |
|          | Federico Augusto I (1750–1827)   | 20 dicembre 1806 | 5 maggio 1827              | Amalia di Zweibrücken-Birkenfeld 1 figlia                                                 | Duca di Varsavia dal 1807 al 1813 |
|          | Antonio (1755–1836)              | 5 maggio 1827    | 6 giugno 1836              | (1) Maria Carolina di Savoia nessun figlio (2) Maria Teresa d'Austria 1 figlio e 3 figlie | Figlio di Federico Cristiano e fratello di Federico Augusto I |
|          | Federico Augusto II (1797–1854)  | 6 giugno 1836    | 9 agosto 1854              | (1) Maria Carolina d'Austria nessun figlio (2) Maria Anna di Baviera nessun figlio        | Figlio di Massimiliano di Sassonia e nipote di Federico Cristiano |
|          | Giovanni (1801–1873)             | 9 agosto 1854    | 29 ottobre 1873            | Amalia Augusta di Baviera 3 figli e 6 figlie                                              | Figlio di Massimiliano di Sassonia e nipote di Federico Cristiano; nel 1867 la Sassonia è annessa alla Confederazione Tedesca del Nord e nel 1871 all'Impero tedesco |
|          | Alberto (1828–1902)              | 29 ottobre 1873  | 19 giugno 1902             | Carola di Vasa nessun figlio                                                              | Figlio di Giovanni |
|          | Giorgio (1832–1904)              | 19 giugno 1902   | 15 ottobre 1904            | Maria Anna di Portogallo 4 figli e 4 figlie                                               | Figlio di Giovanni e fratello di Alberto |
|          | Federico Augusto III (1865–1932) | 15 ottobre 1904  | 13 novembre 1918 (deposto) | Luisa di Toscana 3 figli e 4 figlie                                                       | Figlio di Giorgio; perde il trono nell'ambito della rivoluzione tedesca del 1918                                                                                     |